# 长圆叶虎耳草
长圆叶虎耳草（学名：Saxifraga vilmoriniana）为虎耳草科虎耳草属下的一个种。

## 扩展阅读
- 維基物種上的相關：长圆叶虎耳草